# Amphisbaena plumbea
Espèce
Synonymes
- Amphisbaena minuta Hulse & McCoy, 1979

Amphisbaena plumbea est une espèce d'amphisbènes de la famille des Amphisbaenidae.

## Répartition
Cette espèce est endémique d'Argentine.

## Description
Amphisbaena plumbea présente un dos de couleur gris rougeâtre et un ventre blanchâtre.

## Publication originale
- Gray, 1872 : Catalogue of shield reptiles in the collection of the British Museum. Part Il. Emydosaurians, rhynchocephalians, and amphisbaenians. London, p. 1-41 (texte intégral).